# Liste der Monuments historiques in Lacoste (Vaucluse)
Die Liste der Monuments historiques in Lacoste führt die Monuments historiques in der französischen Gemeinde Lacoste im Département Vaucluse auf.

## Liste der Bauwerke
| Bezeichnung              | Beschreibung | Standort | Kennzeichnung | Schutzstatus | Datum | Bild           |
| ------------------------ | ------------ | -------- | ------------- | ------------ | ----- | -------------- |
| Burg Lacoste Hof, Graben |              | (Lage)   | PA00082229    | Inscrit      | 1992  | weitere Bilder |